# My Secret
「My Secret」（マイ・シークレット）は、水野佐彩のシングル。2010年5月26日にジェネオン・ユニバーサルから発売された。

## 解説
表題曲「My Secret」は、テレビアニメ『会長はメイド様!』のオープニングテーマ、およびTOKYO MX「アニメTV」のエンディングテーマとして使用されており、水野はこの曲について「作品のテーマや美咲ちゃんの心情そのものが描かれていると思います。」と語っている。また、カップリングの「Good Day」は、明るい曲となっている。
初回限定盤（GNCA-0171）と通常盤（GNCA-0172）の2種類がリリースされ、前者には「My Secret」のPVを収録したDVDが同梱されている。通常盤のジャケットは、原作者藤原ヒロによるウェディングドレスとタキシードを着た鮎沢美咲と碓氷拓海のイラストが描かれている。

## 収録曲
| 全作詞: 春和文。 |                                                                                                 |           |           |          |      |
| #                | タイトル                                                                                        | 作詞      | 作曲      | 編曲     | 時間 |
| 1.               | 「My Secret」(テレビアニメ『会長はメイド様!』オープニングテーマ 「アニメTV」エンディングテーマ) | 春和文    | 山元祐介  | 前口渉   | 3:39 |
| 2.               | 「Good Day」                                                                                    | 春和文    | 山田高弘  | 渡辺拓也 | 4:07 |
| 3.               | 「My Secret（Instrumental）」                                                                   | 春和文    |           |          |      |
| 4.               | 「Good Day（Instrumental）」                                                                    | 春和文    |           |          |      |
| 合計時間:        | 合計時間:                                                                                       | 合計時間: | 合計時間: | 15:44    |      |

| #  | タイトル                    | 作詞 | 作曲・編曲 |
| -- | --------------------------- | ---- | ---------- |
| 1. | 「My Secret - Music Video」 |      |            |